# 군지프인
군지프인(러시아어: Гунзибцы)은 춘틴스키군의 마을 세 곳에 거주하는 러시아 다게스탄 공화국의 토착민들이다. 기운잘(러시아어: Гьунзаль), 훈잘리스(러시아어: Хунзалис), 엔제비(러시아어: Энзеби) 또는 운조(러시아어: унзо) 등의 이름으로도 불린다. 군지프어라는 자신들만의 언어가 있으며 주로 수니파 이슬람교를 믿는다.(군지프인에게 이슬람교가 도달한 일은 8~9세기 즈음이다) 군지프인이 러시아 인구조사에서 하나의 민족으로 집계된 유일한 시점은 1926년이었으며 당시 105명이 군지프인으로 구분되었다. 최종적으로 러시아 인구조사에서는 캅카스 아바르족으로 분류되었다. 1967년, 대략 600명의 군지프인이 있는 것으로 추산되었다.(E. Bokarev)

## 참고 문헌
- (영어) The peoples of the Red Book: Tindis